# 三室村
三室村（みむろむら）は埼玉県北足立郡にあった村。後の浦和市三室地区、現在のさいたま市緑区北西部にあたる。山崎、宿、松ノ木、芝原、馬場の5つの組から構成されていた。大宮台地の南東端部に位置していた。

## 歴史
1889年（明治22年）4月1日、町村制施行に伴い、江戸期からの三室村と道祖土村が合併し、新たな三室村が設置された。村役場は大字三室に設置された。
1940年（昭和15年）4月17日、尾間木村とともに浦和市へ編入されて消滅した。村の大字三室および大字道祖土は浦和市へ継承された。
大字三室の小字であった山崎、松ノ木、芝原、馬場、宮本は、昭和40年代以降の土地区画整理事業実施に伴う町名地番変更や住居表示の実施に際し、新たな町名として採用された。宿（西宿、東宿、北宿、南宿）、大古里（おぶさと）、中原後、中原前、原前は大字三室の小字として残っており、公民館や公園、道路の名称に用いられている。
東宿には馬場小室山（ばんばおむろやま）という山（縄文時代の遺跡）があって緑地となっており、ここの一部の宅地化の計画を巡って、緑地保存、文化的価値の観点から考古学者や住民と市、業者の間に反対運動があったが、現在は宅地化されている（詳細は当該記事を参照）。